# Château-du-Loir
Château-du-Loir là một xã trong vùng hành chính Pays de la Loire, thuộc tỉnh Sarthe, quận La Flèche, tổng Château-du-Loir. Tọa độ địa lý của xã là 47° 41' vĩ độ bắc, 00° 25' kinh độ đông. Château-du-Loir nằm trên độ cao trung bình là 101 mét trên mực nước biển, có điểm thấp nhất là 44 mét và điểm cao nhất là 131 mét. Xã có diện tích 11,46 km², dân số vào thời điểm 1999 là 5148 người; mật độ dân số là 449 người/km².

## Thông tin nhân khẩu
| 1962 | 1968 | 1975 | 1982 | 1990 | 1999 |
| ---- | ---- | ---- | ---- | ---- | ---- |
| 4707 | 5436 | 5772 | 5617 | 5473 | 5148 |

## Các thành phố kết nghĩa
- Ganderkesee, Đức
- Westbury, Anh

## Nhân vật nổi tiếng
- Stéphane Petilleau (sinh 1971), vận động viên đua xe đạp